# Schloss La Motte

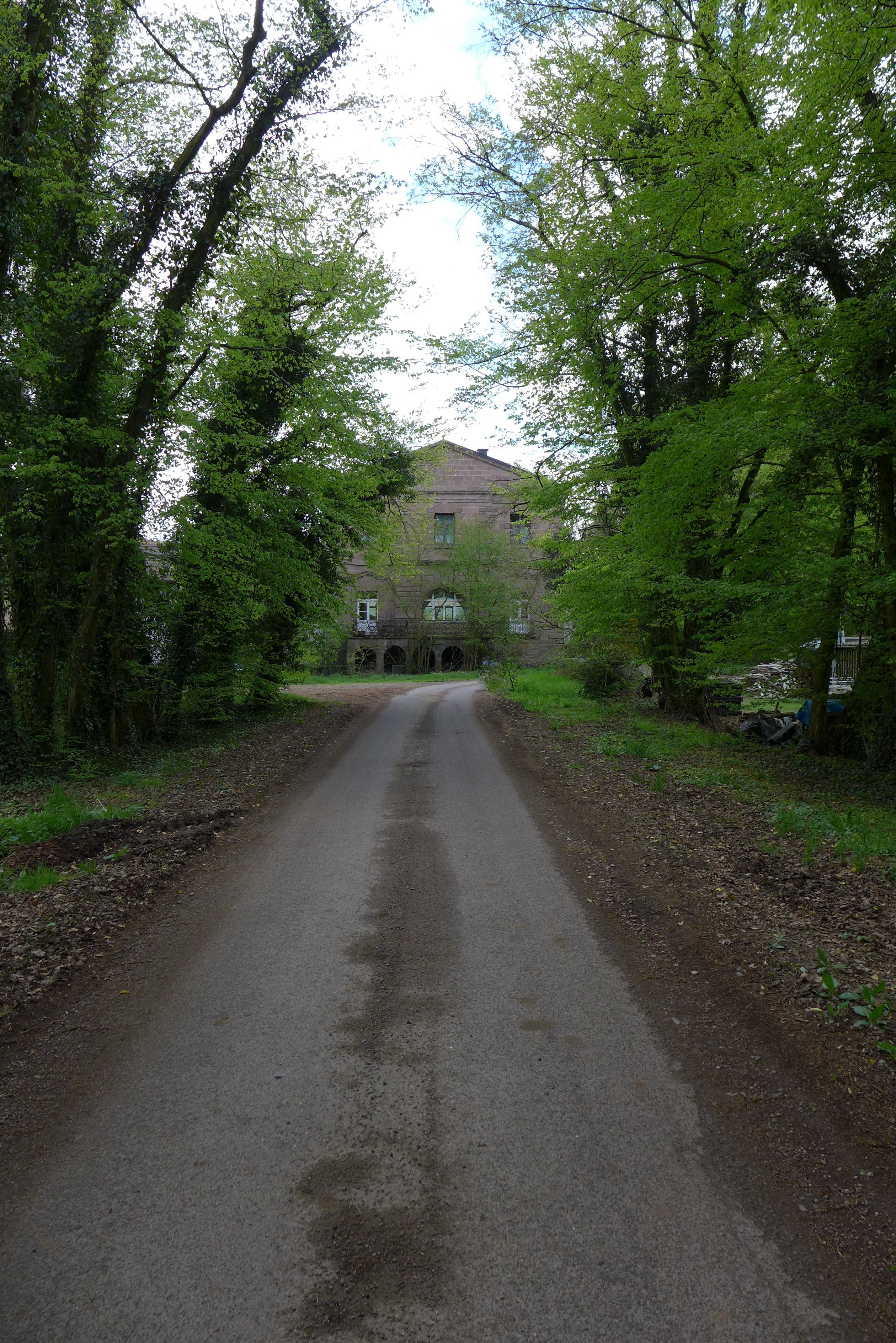
Schloss La Motte, Allee zum Torhaus des ehemaligen Schlosses

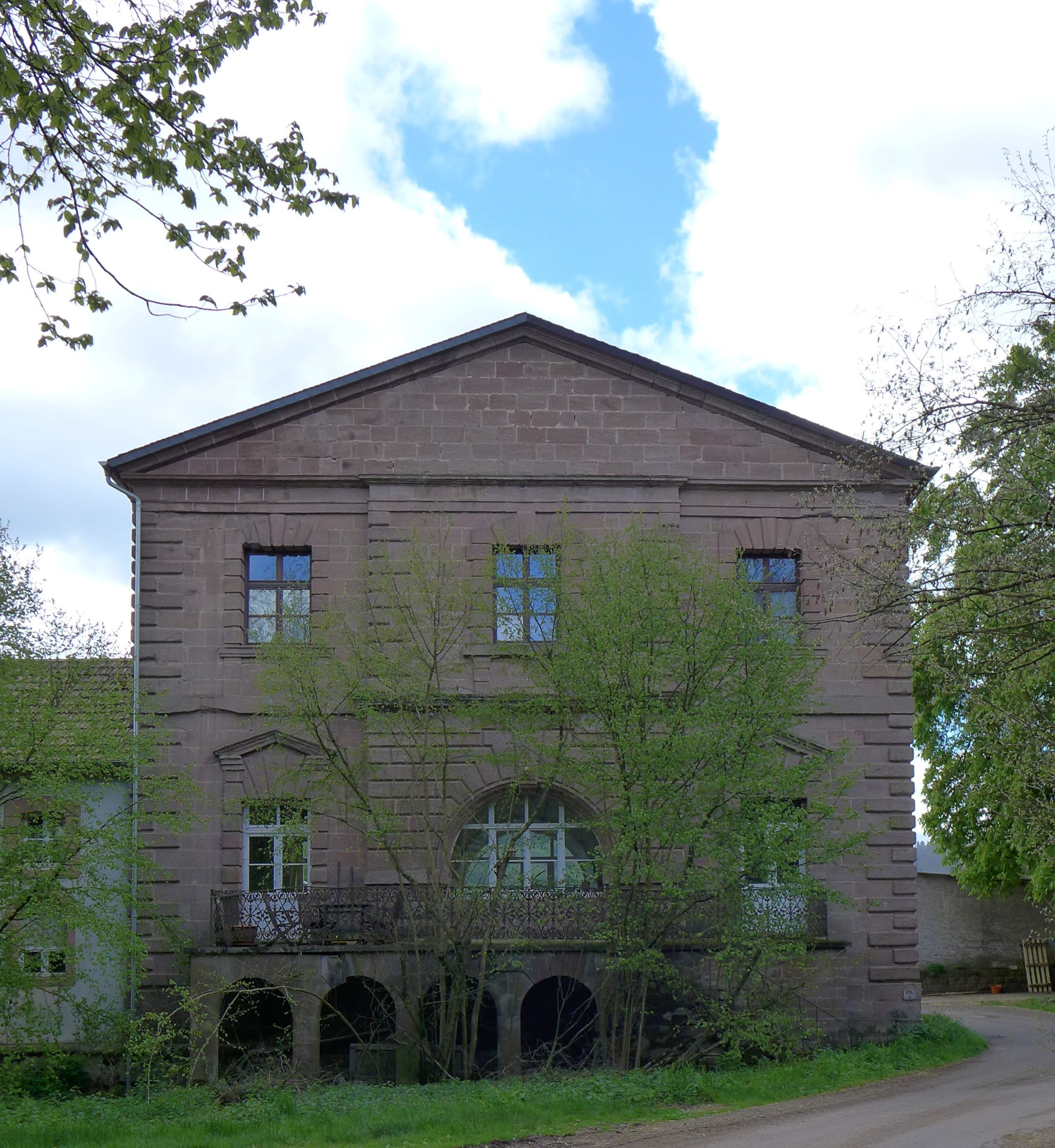
Schloss La Motte, Torhaus des ehemaligen Schlosses

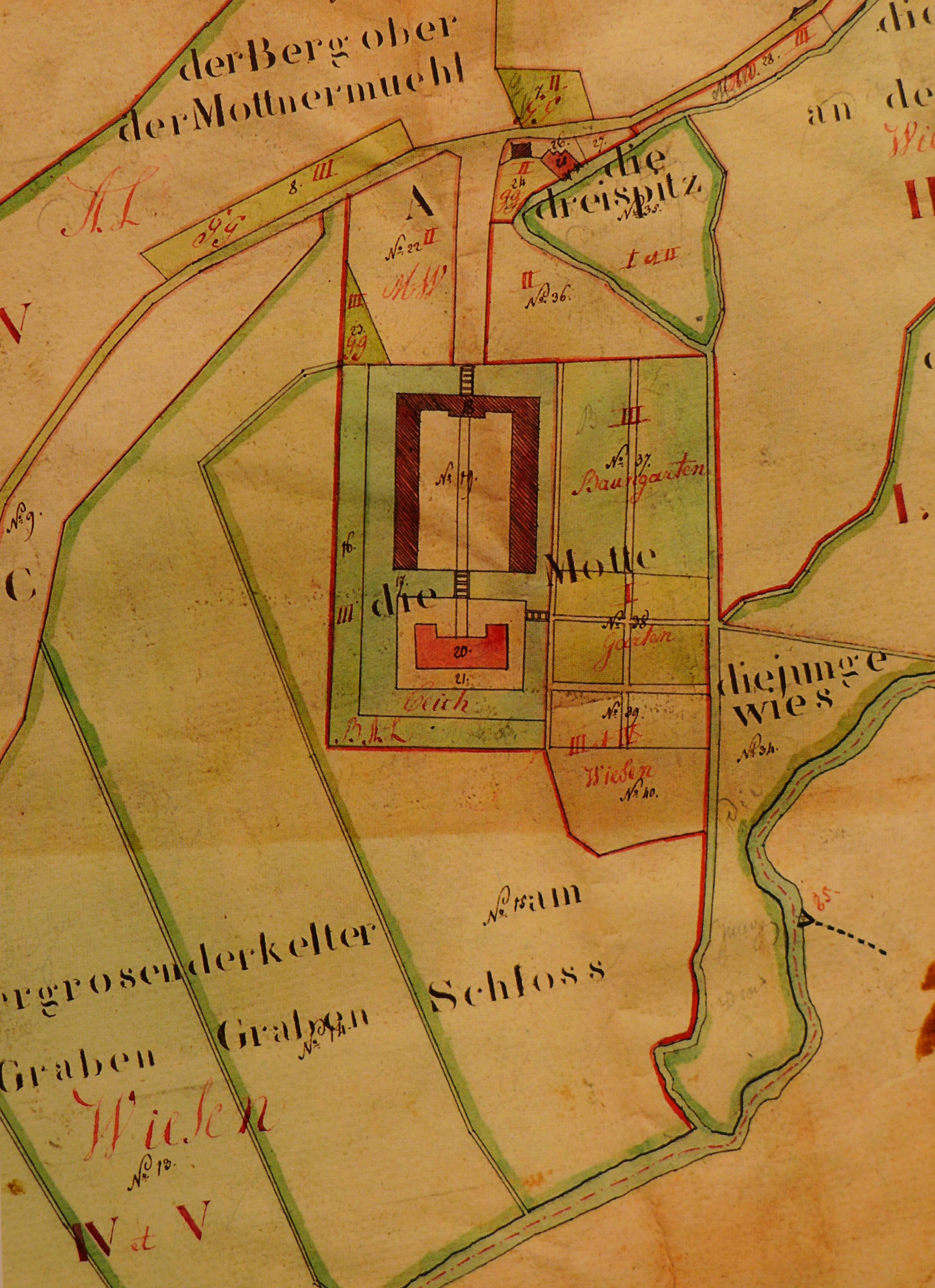
Schloss La Motte auf einer Karte aus dem Jahr 1810, Der Corps de Logis (Wohntrakt, Nr. 20) ist hellrot, der Wirtschaftstrakt (Nr. 18) dunkelrot-schraffiert dargestellt.

Das Schloss La Motte (auch: Schloss zur Motten) war ein barockes Schloss, dessen Reste in der Stadt Lebach im Saarland zu finden sind. Schloss La Motte diente als Stammsitz der in Lebach ansässigen Freiherren von Hagen zur Motten, welche um 1300 ihren Sitz vom nahegelegenen Alten Schloss hierher verlagert hatten. Heute ist von dem Gebäudekomplex nur noch das Torhaus übriggeblieben. Das eigentliche Schloss wurde nach verschiedenen Streitigkeiten um die Erbfolge schließlich versteigert und im weiteren Verlauf im Auftrag des Bankiers Abraham Mayer bis 1882 abgerissen.

## Freiherren von Hagen zur Motten

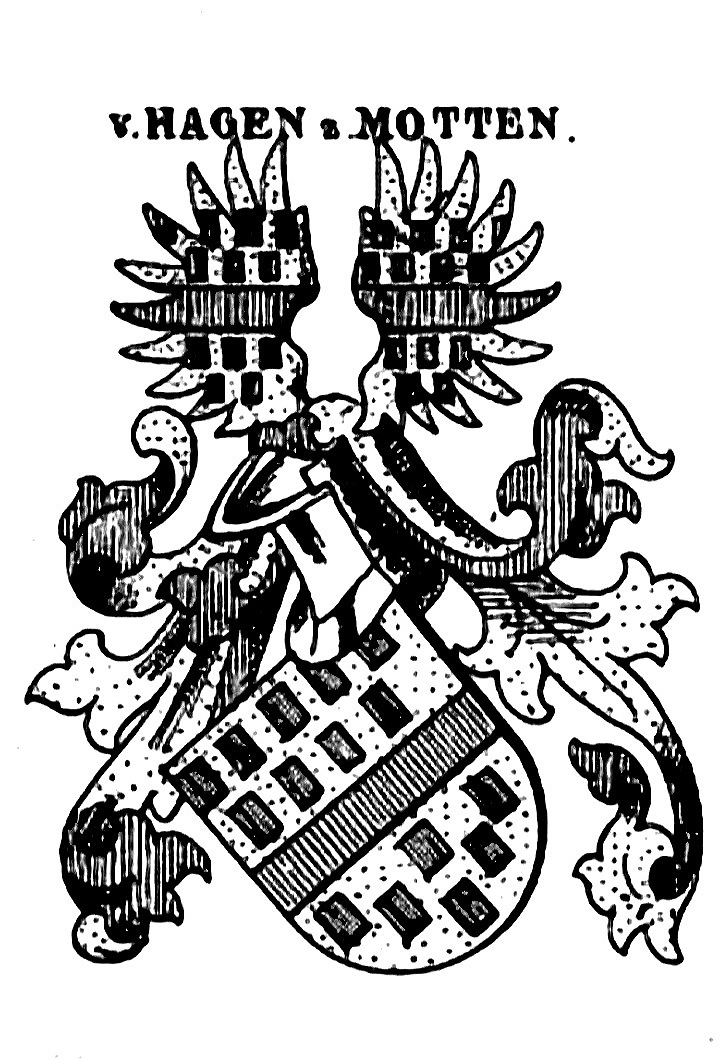
Wappen derer von Hagen zur Motten

Im 18. Jahrhundert unterstand Lebach einer Vierherrschaft. Es zählte zur Herrschaft des Kurfürstentums Trier, Lehnsträger waren die Freiherren von Hagen. Die Freiherren hatten während der Vierherrschaft einen Zwei-Siebtel-Anteil am Ort. Noch heute ist das Wappen der Freiherren von Hagen zur Motten im Lebacher Wappen zu finden. Nach der Französischen Revolution erlosch das Geschlecht der Freiherren von Hagen zur Motten.

## Mittelalterliche Mottenburg
Die Bezeichnung des Adelssitzes „zur Motten“ lässt sich auf den frühmittelalterlichen Wehrbautyp Motte zurückführen. Dabei wurde auf einem künstlich aufgeschütteten kegelstumpfförmigen Hügel, der ringsherum von einem Graben umgeben war, ein zunächst gezimmerter, später gemauerter Wehrturm errichtet. Dieser diente der Adelsfamilie als Schutz- und Wohnraum. Die Lebacher Mottenburg wurde erstmals schriftlich im Jahr 1323 erwähnt. Die Edelfreien von Hagen verließen ihren früheren Stammsitz, die aus dem 11. Jahrhundert stammende Ringwallburg auf dem „Alten Hahn“ bei Lebach, und bezogen die neue Anlage im Theeltal.
Im Jahre 1332 erzwang der Trierer Erzbischof Balduin von Luxemburg von den Edelfreien von Hagen die Übertragung ihres Besitzes, das Burghaus zur Motten, zum ligischen und offenen Lehen, d. h. sie mussten sich zur Öffnung ihrer befestigten Burganlage für den Trierer Kirchenfürsten, der nun Vorrechte in der Nutzung der Anlage hatte, verpflichten. Beim Neubau der zuvor zerstörten und zum Lehen aufgetragenen „Burgstad (Burgstätte) zu der Motten“ verhängte Erzbischof Balduin eine Baukontrolle. Dabei erteilte er den Herren von Hagen die Erlaubnis, auf der Burganlage mit Vorburg und einem äußeren Graben ein steinernes Haus auf rechteckigem Grundriss mit drei Fuß dicken Wänden zu errichten, das ohne Mörtel gemauert und nur mit einem dünnen Kalkputz versehen werden durfte. Ein weiterer Steinbau wurde der Adelsfamilie auf dem nun erzbischöflichen Lehen nicht gestattet.
Die Maßnahme Balduins diente der Demütigung der streitbaren Edelherren von Hagen, die nicht nur in ihrer Macht, sondern auch hinsichtlich ihres gesellschaftlichen Ansehens rangerniedrigt wurden, indem das alte und einflussreiche rheinischen Adelsgeschlecht durch den Trierer Erzbischof vom Freiherrn- in den Ritterstand degradiert wurde.

## Barocker Schlossbau
Das barocke Familienschloss La Motte des Freiherrn Johann Wilhelm Ludwig von Hagen zur Motten (1673–1750) wurde an der Stelle der alten Burg Motten, die seit 1300 Stammsitz des Geschlechtes gewesen war, in den Jahren 1707 bis 1711 erbaut. Der Bruder des Bauherrn, Johann Hugo (I.) von Hagen (1678–1735), Domherr zu Eichstätt, hatte die eigentliche Bauleitung inne. Aus dessen Briefen geht hervor, dass dieser Pläne und Entwürfe für den Schlossneubau zeichnete, in die Kenntnisse aus zeitgenössischer und historischer Architektur sowie architekturtheoretischen Werken eingeflossen sind. Die Gesamtanlage war als Wasserschloss angelegt worden.
Das Gebäude wurde zwischen 1862 und 1882 nahezu vollständig abgerissen. Zwei in Privatbesitz befindliche historische Darstellungen des Adelssitzes, ein Ölgemälde aus dem Jahr 1779 sowie ein Aquarell von 1839, geben sein wirkliches Aussehen nur unvollständig wieder.
Nach den umfangreichen Abrissarbeiten des 19. Jahrhunderts blieben nur noch der baulich veränderte Torbau des Schlosses und der östliche Teil des ehemaligen dreiflügeligen Wirtschaftstraktes erhalten. Ebenfalls erhalten ist eine von Hainbuchen gesäumte Allee, die auf den Torbau zuführt. Insgesamt wird die Anlage heute als landwirtschaftliches Gut genutzt, wobei sich die historischen Überreste in einem verbauten und verwahrlosten Zustand befinden.
Die Zweiteiligkeit der Mottenanlage aus dem 14. Jh. hat sich über die Jahrhunderte hinaus erhalten und führte bereits im 17. Jh. zu einer frühbarocken Schlossanlage mit großzügigem Wirtschaftshof, zu dem vermutlich der noch erhaltene Torbau schon gehörte. Der Schlossneubau der Jahre 1709–1712 wurde teilweise auf den Fundamenten eines frühbarocken Vorgängerbaus des 17. Jahrhunderts errichtet, wobei der heute noch erhaltene Torbau in die Schlosskonzeption integriert wurde. Ebenso wurde weiterhin der Wasserschlosscharakter der Gesamtanlage mit den Wassergräben beibehalten.
Domherr Johann Hugo von Hagen fand bei der Errichtung des Feudalsitzes moderne und zweckmäßige Lösungen. Die Raumdisposition folgt der des Appartement double, das heißt, dass die Räume zweireihig angeordnet sind. Das Schloss verfügte über einen großen, gewölbten Festsaal, eine repräsentative Enfilade, praktische Innentreppen sowie Abortkammern mit großen Fenstern.
Die Entwurfszeichnungen Johann Hugos wurden durch den kurtrierischen Hofbaumeister Philipp J. Honorius Ravenstein in ausführbare Baupläne umgesetzt. Dieser hatte vermutlich auch die technische Bauleitung am Schlossbau in Motten inne. Archivarisch bezeugt sind kurtrierische Handwerker beim Schlossbau.
Mit dem Tod des Reichshofratspräsidenten Johann Hugo (II.) von Hagen (1707–1791) im Alter von 84 Jahren in Wien im Jahre 1791 erlosch die Lebacher Adelsfamilie im Mannesstamm. Um das Erbe entstand ein Konflikt zwischen den hinterbliebenen Schwestern Johann Hugos und dem lothringischen Zweig der Dynastie, der seine Besitzansprüche geltend machte. Die lothringische Linie derer von Hagen, de la Haye, übernahm letztendlich nach langen juristischen Streitigkeiten im Jahr 1806 große Teile des Besitzes, darunter auch das Schloss Motten. Nachdem auch diese lothringische Linie im Mannesstamm erloschen war, stand das Hofgut im Jahr 1822 zum Verkauf. Im Jahr 1846 wurde es schließlich zur öffentlichen Versteigerung freigegeben. Von den Besitzern in der zweiten Hälfte des 19. Jahrhunderts ließ der Bankier Abraham Mayer bis zum Jahre 1882 den größten Teil des Schlosses abreißen.

## Naturdenkmal „Alte Eibe“

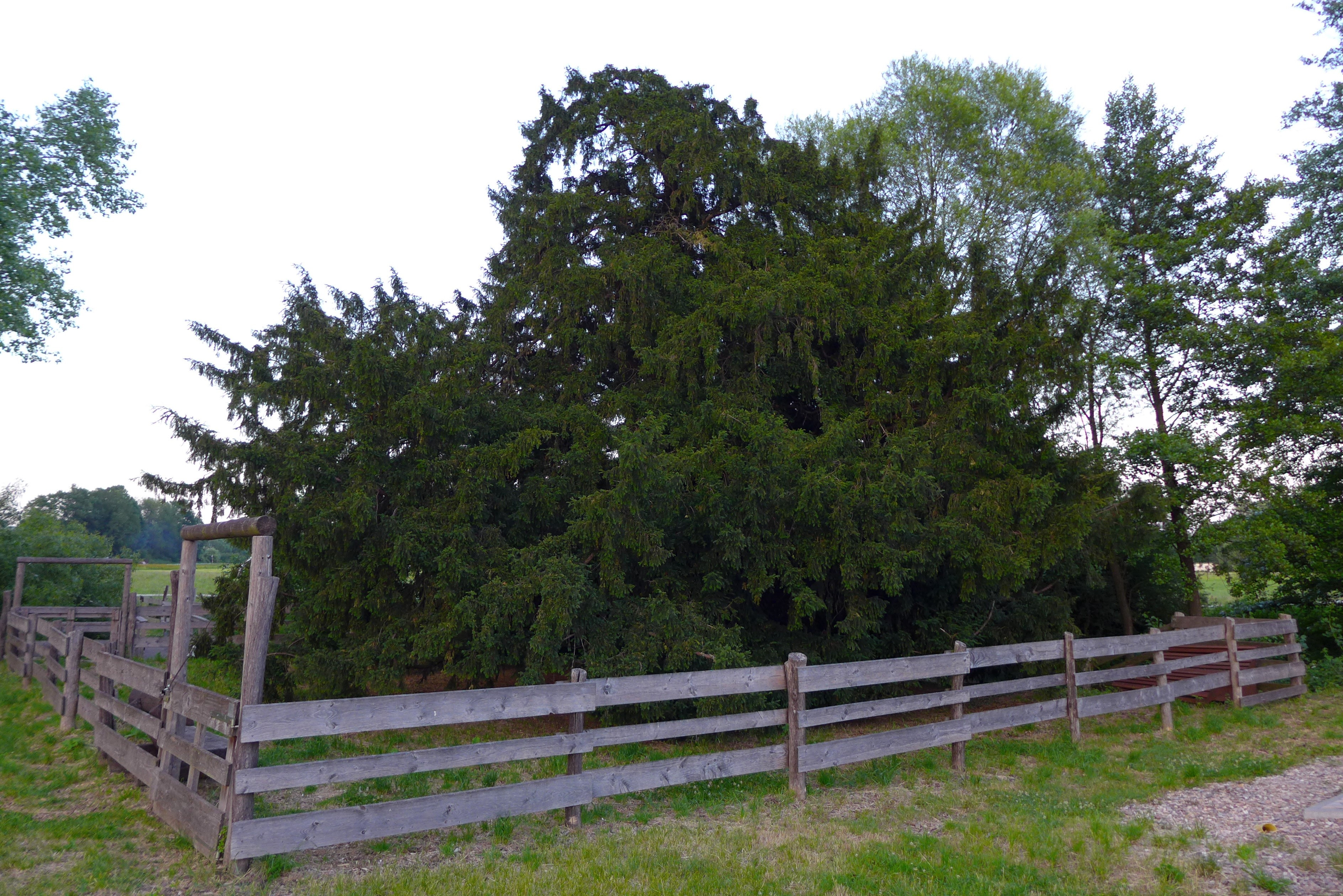
Schloss La Motte, Historische Eibe

Eine Eibe auf dem ehemaligen Schlossgelände zählt zu den ältesten Bäumen des Saarlandes. Die Altersangaben zu diesem Baum schwanken zwischen 700 und 1000 Jahren. Die Eibe, die zu den ältesten Nadelbaumarten Europas gehört, ist neben der Kiefer der einzige ursprünglich in der Saarregion beheimatete Nadelbaum. Die ständigen Abholzungen für den Waffenbau und die Angst vor der Giftigkeit führten dazu, dass die Eibevorkommen so dezimiert wurden, dass man die Baumart im Saarland heute nur noch vereinzelt vorfindet. Ob die Lebacher Eibe auf dem ehemaligen Schlossgelände der Rest eines mittelalterlichen Eibenwaldes ist, oder ob sie beim Bau der Mottenanlage im 12. Jahrhundert gepflanzt wurde, lässt sich nicht feststellen. Auf Initiative des Historischen Vereins Lebach e. V. wurde der Weg zur Eibe mit zwei Holzbrücken über den alten Mühlengraben  in Zusammenarbeit mit der Katholischen Erwachsenenbildung, der Stadt Lebach, der Eigentümerfamilie Brodback und dem Landesamt für Umwelt und Arbeitsschutz des Saarlandes geplant und angelegt. Die Eibe wird üblicherweise 10 bis 15 Meter hoch und stellt mit 90 Jahren das Höhenwachstum ein. Anschließend wächst sie nur noch in die Breite. Die Lebacher Eibe hat eine Höhe von 14 Metern. Im Mai 2024 erhielt sie von der Deutschen Dendrologischen Gesellschaft die Auszeichnung zum Nationalerbe-Baum.